# Гета, Мария Ивановна
Мария Ивановна Гета (укр. Марія Іванівна Гета; 13.07.1919 — 28.01.1998) — звеньевая Красноармейского свеклосовхоза Министерства пищевой промышленности СССР, Полтавская область, Украинская ССР. Герой Социалистического Труда (1947).

## Биография
После Великой Отечественной войны работала звеньевой свекловодческого звена в Красноармейском свеклосовхозе Згуровского района. В 1946 году звено Марии Геты собрало в среднем 738 центнеров с каждого гектара на участке площадью 2 гектара. В 1947 году была удостоена звания Героя Социалистического Труда за высокие трудовые достижения.
В 1947 году звено собрало в среднем по 903 центнера сахарной свеклы с участка площадью 3 гектара. За эти высокие показатели в трудовой деятельности была награждена в 1948 году вторым Орденом Ленина.

## Награды
- Герой Социалистического Труда — указом Президиума Верховного Совета СССР от 19 марта 1947 года
- Орден Ленина — дважды (1947; 30.04.1948)